# Dieter Brucklacher
Dieter Brucklacher (* 12. Juni 1939 in Oberkochen; † 27. September 2016) war langjähriger Geschäftsführer und Vorsitzender der Geschäftsleitung der Firma Leitz GmbH & Co. KG in Oberkochen. Des Weiteren war er Präsident des Verbands Deutscher Maschinen- und Anlagenbau und Träger des Verdienstkreuzes 1. Klasse des Verdienstordens der Bundesrepublik Deutschland, Vizepräsident des Bundesverbands der Deutschen Industrie sowie Ehrenbürger der Stadt Oberkochen.

## Biografie

### Privates
Dieter Brucklacher wurde 1939 in Oberkochen geboren. Das Studium der Physik tätigte er an den Universitäten Karlsruhe und Stuttgart. Während dieser Zeit trat er der dortigen Burschenschaft Hilaritas bei. Nach dem Studium arbeitete er von 1966 bis 1974 als wissenschaftlicher Mitarbeiter am Institut für Material- und Festkörperforschung der Gesellschaft für Kernforschung mbH in Karlsruhe.
Neben seinen Aufgaben in der Firma Leitz promovierte er 1978 parallel an der Universität Karlsruhe zum Doktor der Ingenieurwissenschaften an der Fakultät für Maschinenbau.
Am 27. September 2016 verstarb Dieter Brucklacher.

### Berufsleben bei der Firma Leitz
1974 trat er in das Familienunternehmen Leitz Oberkochen seiner Frau Monika Brucklacher ein. 1975 wurde er Geschäftsführer. Ab 1982 bis zum Jahr 2014 war er Vorsitzender der Geschäftsführung, anschließend wechselte er in den Beirat des Unternehmens.
Unter seiner Leitung wurde das Unternehmen international ausgerichtet, es wurden Gesellschaften in verschiedenen Ländern gegründet. 2009 wurde das Unternehmen in zwei eigenständige Gruppen aufgespalten: 
- Leitz-Gruppe (Holz- und Kunststoffbearbeitungswerkzeuge)
- LMT-Gruppe (Metallbearbeitungswerkzeuge)

### Diverse Ämter
- 1994 wurde er Vorstandsmitglied des Verbands Deutscher Maschinen- und Anlagenbauer, VDMA. Anschließend wurde er 2004 zum Präsident des VDMA. Dieses Amt hatte er inne bis zum Jahr 2007. Von 2008 bis 2014 war er Vorsitzender des Kuratoriums Impuls-Stiftung des VDMA.
- Ab 1998: Vorstandsmitglied im Landesverband der Baden-Württembergischen Industrie.
- 2007–2008: Vizepräsident des Bundesverbands der Deutschen Industrie und des Bundesverbands Deutscher Arbeitgeberverbände sowie Vizepräsident der IHK Ostwürttemberg.
- Kuratoriumsmitglied der Hochschule Aalen und der Internationalen Musikschulakademie Kulturzentrum Schloss Kapfenburg.

### Ehrungen
- 2002: Honorarprofessor der Nanjing Forestry University in China
- 2004: Ehrenbürger der Stadt Oberkochen
- 2008: Verdienstkreuz 1. Klasse der Bundesrepublik Deutschland
- 2014: Preisträger Deutscher Maschinenbau